# بالگردگاه هلی-جت
بالگردگاه هلی-جت (به انگلیسی: Heli-Jet Heliport) یک فرودگاه خصوصی است . این فرودگاه در شهر یوجین، اورگن کشور ایالات متحده آمریکا قرار دارد و در ارتفاع ۱۲۱ متری از سطح دریا واقع شده‌است.